# Булековский
Булековский — хутор в Урюпинском районе Волгоградской области России, в составе Россошинского сельского поселения.
Население — 101 (2010)

## История
Дата основания не установлена. Предположительно основан во второй половине XIX века. Хутор относился к юрту станицы Тепикинской Хопёрского округа Области Войска Донского. В 1873 году на хуторе проживало 64 мужчины и 79 женщин. Население хутора быстро росло: согласно переписи населения 1897 года на хуторе проживало уже 167 мужчин и 170 женщин, из них грамотных: мужчин — 116, женщин — 6.
Согласно алфавитному списку населённых мест Области Войска Донского 1915 года земельный надел хутора составлял 1679 десятин, проживали 191 мужчины и 201 женщин, имелись хуторское правление и приходское училище.
В 1921 году в составе Хопёрского округа хутор был передан Царицынской губернии. С 1928 года — в составе Урюпинского района Хопёрского округа (упразднён в 1930 году) Нижне-Волжского края (с 1934 года — Сталинградского края. В 1935 году передан в состав Добринского района Сталинградского края (с 1936 года Сталинградской области, с 1954 по 1957 год район входил в состав Балашовской области). До 1953 году хутор являлся центром Булековского сельсовета. В соответствии с решением Сталинградского олбисполкома от 09 июля 1953 года  № 24/1600 Россошинский и Булековский сельсоветы были объединены в один Россошинский сельский Совет, центр хутор Россошинский. В 1963 году в связи с упразднением Добринского района хутор вновь передан в состав Урюпинского района.

## География
Хутор находится в луговой степи, в пределах Калачской возвышенности, являющейся частью Восточно-Европейской равнины, в глубокой балке, чуть выше хутора Подгоринский. Центр хутора расположен на высоте около 100 метров над уровнем моря. Местами сохранились островки байрачного леса. Почвы — чернозёмы обыкновенные.
По автомобильным дорогам расстояние до административного центра сельского поселения хутора Россошинский составляет 6,1 км, районного центра города Урюпинска — 34 км, до областного центра города Волгоград — 370 км.
Часовой пояс
Булековский, как и вся Волгоградская область, находится в часовой зоне МСК (московское время). Смещение применяемого времени относительно UTC составляет +3:00.

## Население
Динамика численности населения по годам:
| 1873 | 1897 | 1915 | 1989 | 2002 |
| ---- | ---- | ---- | ---- | ---- |
| 143  | 337  | 392  | ≈160 | 129  |

| 2010 |
| ---- |
| 101  |